# Erik Kaliňák
Erik Kaliňák (ur. 9 września 1991 w Bratysławie) – słowacki polityk, wiceprzewodniczący partii SMER, poseł do Rady Narodowej, deputowany do Parlamentu Europejskiego X kadencji.

## Życiorys
Krewny polityka Roberta Kaliňáka. W 2013 ukończył filozofię na Uniwersytecie Komeńskiego w Bratysławie, w 2015 uzyskał na tej uczelni magisterium w tej samej dziedzinie. W 2018 dołączył do SMER-u, był etatowym pracownikiem partii, odpowiadał m.in. za prowadzenie profili w mediach społecznościowych. W 2020 został jednym z wiceprzewodniczących swojego ugrupowania.
W wyborach w 2023 uzyskał mandat posła do Rady Narodowej. W 2024 został natomiast wybrany na eurodeputowanego X kadencji.